# Île de Sant'Andrea
Ne doit pas être confondu avec Sant'Andrea (Venise).
Pour les articles homonymes, voir Sant'Andrea (homonymie).
L'île de Sant'Andrea (en italien : isola de Sant'Andrea) est une île italienne en mer Méditerranée, appartenant administrativement à Gallipoli.

## Description
Située à environ 1 km du centre de Gallipoli, elle s'étend sur environ 990 m de longueur pour une largeur de 725 m. 

## Histoire
Elle a d'abord porté le nom de Messapico qu'elle perd au moment de la conquête romaine de la ville de Gallipoli en 267 av. J.-C et prend son nom actuel quelques années plus tard lorsque les byzantin y établissent une chapelle dédiée au saint. 
Dans le passé, les habitants de Gallipoli utilisaient l'île pour faire paître les troupeaux qu'ils transportaient par bateaux. La présence d'une source d'eau douce au nord de l'île, permettait alors l'approvisionnement des animaux. 
Il y a deux atterrissages sur l'île, situé au nord-est et au sud-est. Le phare  a été construit en 1866 et est toujours en activité .

## Zone protégée
L'île est connue pour être l'unique site de nidification des pentes ioniennes et adriatiques d'Italie du Goéland d'Audouin. Placé au centre d'une zone marine touchée par des habitats particulièrement sensibles, comme le Posidonia oceanica, elle est une étape des voies migratoires de l'avifaune. Site botanique de haute valeur scientifique, elle héberge des espèces endémiques telles que le Limonium japiicum. L'île a été reconnue par la directive de la CEE dans le Réseau Natura 2000  et a été identifiée comme une zone naturelle protégée par la loi régionale no 19 des Pouilles du 24 juillet 1997.
Sur le versant nord, il existe un marécage qui, pour éviter de devenir une source de paludisme, a été relié à la mer par l'ouverture de deux canaux courts sur la côte. 